# The Charge of the Light Brigade (1968)
The Charge of the Light Brigade is een Brits kostuumdrama dan wel oorlogsfilm uit 1968 onder regie van Tony Richardson.
Het is de derde film met deze titel, en dit onderwerp. Alhoewel deze derde film de werkelijkheid dichter benadert dan de tweede, met Errol Flynn, neemt ook deze derde film de nodige vrijheden.

## Verhaal
Het verhaal gaat over een kapitein Nolan en zijn relatie met de vrouw van een vriend, een kollega officier. Dit verhaal heeft eigenlijk geen betrekking op het onderwerp van de film, de beruchte Charge.
Daarnaast portretteert de film de rivaliteit tussen Lord Cardigan en zijn zwager Lord Lucan, beide met een bevel over de betreffende cavalarie. De film schetst hen, alsook bevelhebber Lord Raglan, als  pijnlijk incompetent. 

## Rolverdeling
| Acteur           | Personage       |
| ---------------- | --------------- |
| Trevor Howard    | Lord Cardigan   |
| Vanessa Redgrave | Clarissa        |
| John Gielgud     | Lord Raglan     |
| Harry Andrews    | Lord Lucan      |
| Mark Burns       | Kapitein Morris |
| Jill Bennett     | Fanny Duberly   |
| David Hemmings   | Kapitein Nolan  |